# Экдиций Авит
Экдиций Авит (лат. Ecdicius Avitus; ок. 420 год — после 475 год) — галло-римский аристократ и сенатор, magister militum в 474—475 годах.
Экдиций был сыном императора Западной Римской империи Авита. У него также был брат Агрикола и сестра Папианилла. Вырос в Августо-Неметуме (современный Клермон-Ферран) в провинции Овернь, там же жил и был землевладельцем. В 460-х годах считался одним из самых богатых и влиятельных людей Западной империи. После 469 года был представлен ко двору Антемия.
На сестре Экдиция Папианилле был женат Сидоний Аполлинарий. Вместе с ним Экдиций взял на себя защиту Оверни во время вторжения вестготов короля Эвриха. На собственные средства он создал армию, защищал осаждённые города, обеспечивал продовольствием многих жителей. Кроме того, он сумел договориться с бургундами о совместных действиях против вестготов. Возглавляемое Экдицием сопротивление местного галло-римского населения было настолько упорным, что вестготы так и не смогли взять Клермон и полностью овладеть Овернью.
В 471 году Антемий отправил в Галлию армию под командованием своего сына Антемиола, но она была разбита вестготами, после чего вестготы стали угрожать собственно Италии. Новый император Юлий Непот возвёл Экдиция в ранг патриция и дал ему титул magister militum. В этой должности Экдиций начал военную кампанию по вытеснению готов из Прованса, но в 475 его отозвали в Италию, а на его место был назначен Флавий Орест. Когда в 476 году готы захватили Арелат и Марсель император заключил с Эврихом соглашение, признав завоевания готов в Галлии и Испании.
Экдицию пришлось бежать из Оверни и искать убежища у бургундов. Несколько писем Кассиодора (Epistulae 2.4, 22) позволяют считать, что в начале VI века Экдиций был ещё жив.